# Pycnoplectus infossus
Pycnoplectus infossus är en skalbaggsart som först beskrevs av Achille Raffray 1904.  Pycnoplectus infossus ingår i släktet Pycnoplectus och familjen kortvingar. Inga underarter finns listade i Catalogue of Life.